# Emma Bell
Emma Jean Bell (ur. 17 grudnia 1986 w Woodbury) – amerykańska aktorka, najbardziej znana z ról w filmach Frozen z 2010 roku i Oszukać przeznaczenie 5 z 2011 roku, a także z roli Amy w pierwszym sezonie serialu Żywe trupy wyemitowanego w 2010 roku. Obecnie występuje jako Emma Brown w serialu dramatycznym Dallas sieci TNT.

## Wczesne życie
Bell urodziła się w Woodbury w stanie New Jersey, a wychowała się w Stanton leżącym na obszarze Readington Township w tym samym stanie. Uczęszczała do Hunterdon Central Regional High School w pobliskim Flemington. W wieku 16 lat przeniosła się do Nowego Jorku. Pobierała nauki w Performing Arts High School położonej w dzielnicy Manhattanu Upper East Side. Jej matka była producentką programu 60 Minutes, a ojciec, Rob Bell, jest właścicielem kompleksowej firmy produkcyjnej Green Birdie Productions z siedzibą w Lambertville. Wcześniej był on reporterem, operatorem kamery oraz scenarzystą i reżyserem w WWOR-TV UPN 9 News.

## Kariera
Bell występowała w roli Parker O’Neill, jednej z głównych bohaterek filmu Frozen z 2010 roku, a także Molly Harper z horroru Oszukać przeznaczenie 5 z 2011 roku. Jej debiutem aktorskim był dramat sportowy Gracie, wystąpiła także w New York City Serenade, The Favor, Miłości naznaczonej śmiercią, Elektrze Luxx i Toporze 2.
W telewizji Bell wcieliła się w postać Amy, młodszej siostry Andrei (Laurie Holden), w pierwszym sezonie serialu Żywe trupy sieci AMC. Wystąpiła też w serialu telewizyjnym The Bedford Diaries z 2006 roku, a także w takich produkcjach jak Nie z tego świata, Prawo i porządek, Prawo i porządek: sekcja specjalna, Brygada ratunkowa czy CSI: Kryminalne zagadki Miami. Wzięła udział w dwóch pilotach telewizyjnych niewykupionych przez NBC: Reconstruction w 2011 roku i Midnight Sun w 2012 roku.
We wrześniu 2012 roku ogłoszono, że Bell wystąpi w regularnej roli w serialu dramatycznym Dallas sieci TNT. Gra postać Emmy Brown, córki Ann Ewing (Brenda Strong).

## Filmografia
| Rok  | Tytuł                      | Rola              | Uwagi                |
| ---- | -------------------------- | ----------------- | -------------------- |
| 2007 | Gracie                     | Kate Dorset       |                      |
| 2007 | New York City Serenade     | Melinda           |                      |
| 2007 | The Favor                  | Jenny             |                      |
| 2008 | Miłość naznaczona śmiercią | Młoda dziewczyna  |                      |
| 2010 | Frozen                     | Parker O’Neil     |                      |
| 2010 | Elektra Luxx               | Eleanore Linbrook |                      |
| 2010 | Topór 2                    | Parker O’Neil     | Rola gościnna        |
| 2011 | New Romance                | Emma              | Film krótkometrażowy |
| 2011 | Oszukać przeznaczenie 5    | Molly Harper      |                      |
| 2013 | Life Inside Out            | Keira             |                      |
| 2013 | See You in Valhalla        | Faye              |                      |
| 2014 | Bipolar                    | Anna              |                      |

| Rok        | Tytuł                              | Rola           | Uwagi |
| ---------- | ---------------------------------- | -------------- | --- |
| 2004       | Brygada ratunkowa                  | Pamela Stewart | 1 odcinek |
| 2004       | Prawo i porządek: sekcja specjalna | Alison Luhan   | 1 odcinek |
| 2006       | The Bedford Diaries                | Rachel Fein    | Rola okresowa, 5 odcinków: „I'm Gonna Love College” (sezon 1: odcinek 1) „The Truth About Sex” (sezon 1: odcinek 2) „Tell Me No Secrets” (sezon 1: odcinek 3) „The Art and Science of Manipulation” (sezon 1: odcinek 4) „Abstinence Makes the Heart Grow Fonder” (sezon 1: odcinek 8) |
| 2007       | Prawo i porządek                   | Kirsten Paley  | 1 odcinek |
| 2009       | Zaklinacz dusz                     | Paula Hathaway | 1 odcinek |
| 2009       | Dollhouse                          | Tango          | 1 odcinek |
| 2009       | Nie z tego świata                  | Lindsey        | 1 odcinek |
| 2010, 2012 | Żywe trupy                         | Amy            | Rola okresowa, 6 odcinków: „Days Gone Bye” (sezon 1: odcinek 1) „Guts” (sezon 1: odcinek 2) „Tell It to the Frogs” (sezon 1: odcinek 3) „Vatos” (sezon 1: odcinek 4) „Wildfire” (sezon 1: odcinek 5) „Hounded” (sezon 3: odcinek 6)                                                    |
| 2011       | CSI: Kryminalne zagadki Miami      | Jennifer Olsen | 1 odcinek |
| 2011       | Reconstruction                     |                | Niesprzedany pilot TV |
| 2012       | Midnight Sun                       | Rory Harring   | Niesprzedany pilot TV |
| 2012       | Arrow                              | Emily Nocenti  | 1 odcinek |
| 2013-2014  | Dallas                             | Emma Brown     | Od 2 sezonu |